# Phil Moore

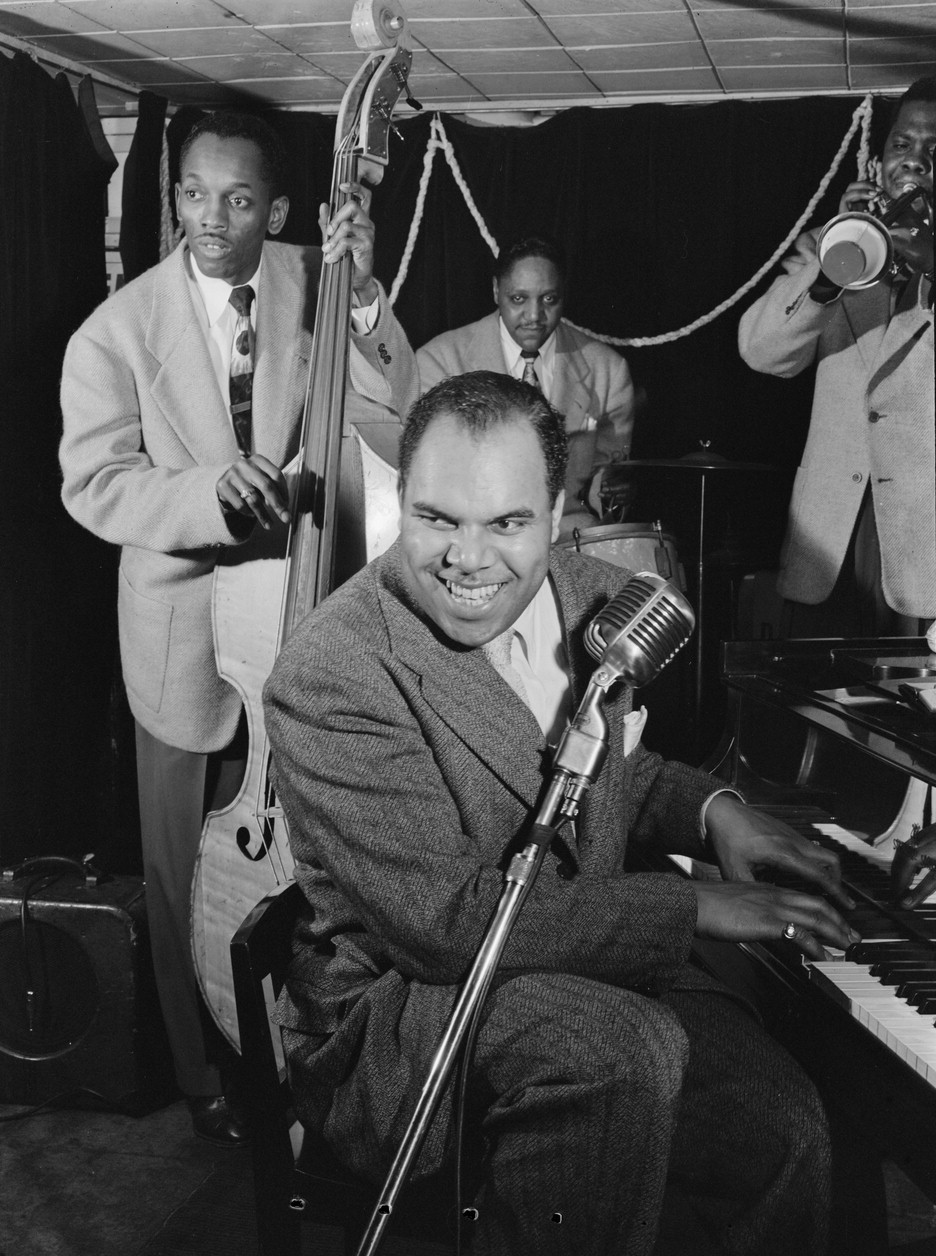
John Levy (links) und Phil Moore (Vordergrund), New York, N.Y., um 1947.
Fotografie von William P. Gottlieb.

Phil Moore (* 20. Februar 1918 in Portland (Oregon); † 13. Mai 1987 in Los Angeles) war ein US-amerikanischer Jazz-Pianist, Komponist, Arrangeur und Orchesterleiter.

## Leben

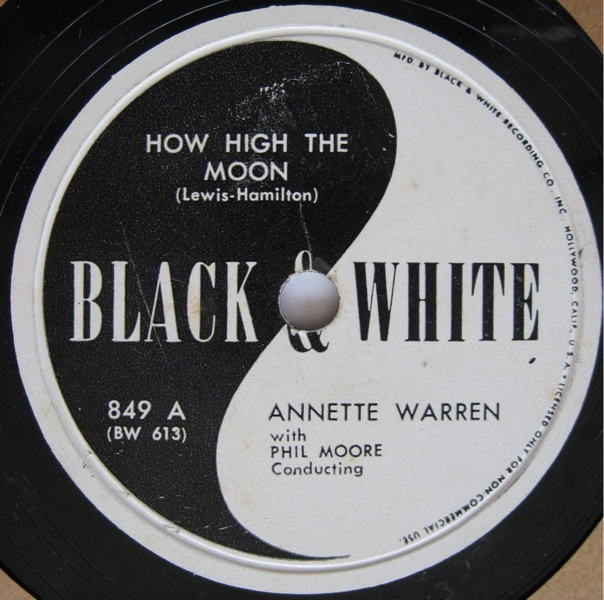
78er mit der Sängerin Annette Warren: „How High the Moon“

Phil Moore arbeitete ab Ende der 1930er Jahre mit eigenen Ensembles und wurde in den 1940er Jahren durch seine Band bekannt, in der auch Irving Ashby, Wallace Bishop, Britt Woodman, Johnny Letman, Murray McEachern, Gene Sedric, Remo Palmieri, Freddie Slack oder Calvin Jackson spielten. 1945 waren seine Phil Moore Four die Begleitband für Lena Horne („How Long Has That Train Been Gone“).  Phil Moore arbeitete auch als Arrangeur, der auch eine ambitionierte Komposition für die Slack-Band schrieb, die „Fugue for Barroom Piano (and Symphony Orchestra)“, die zwar in Los Angeles aufgeführt, aber nie aufgenommen wurde.

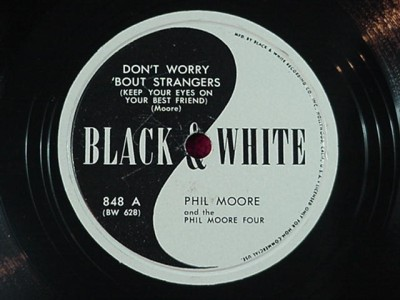
Phil Moore Four – 78er Schallplatte von 1947: „Don't Worry ’bout Strangers“

Mit seinem vergrößerten Orchester, in dem u. a. Gerald Wilson, Snooky Young, Marshall Royal, Lucky Thompson, Red Callender, Artie Shapiro und Lee Young spielten, nahm er 1947 für Discovery sein Concerto For Piano And Orchestra auf. 1947 entstanden auch einige 78er für Black & White („Ain’t Misbehavin’“, „Mood Indigo“). 1949 begleitete seine Band die Sängerin Mary Ann McCall („I'm Yours“/„Nice Work“).
1958 nahm Moore mit seinem Orchester, in dem Buck Clayton, Vic Dickenson, Paul Quinichette, Sahib Shihab, Nat Pierce, Danny Barker und Wendell Marshall spielten, ein Album auf Atlantic mit der Sängerin LaVern Baker auf, LaVern Baker Sings Bessie Smith. In diesem Jahr war er auch als Arrangeur und Leiter einer Band, in der Yank Lawson, Lou McGarity, Eddie Barefield und Milt Hinton spielten, für den Pianisten und Sänger Bobby Short tätig.
1981 betreute er die Fernsehreihe Ad Lib, in der Musikerporträts u. a. von Kenny Burrell, Jimmy Smith, Freddie Hubbard oder Jimmy Witherspoon gezeigt wurden.

## Diskographische Hinweise
- Phil Moore And His Orchestra With Calvin Jackson: Concerto For Piano And Orchestra (Discovery, 1947)
- Phil Moore Orchestra: Fantasy For Girl And Orchestra (Clef, 1947)
- LaVern Baker Sings Bessie Smith (Atlantic, 1958)